# Commandement de la force logistique terrestre
Le commandement de la force logistique terrestre est un ancien commandement de l'armée de terre française. Créé le 1er juillet 1998, il a été supprimé en 2009 par l'arrêté du 10 septembre 2009. Le Commandement de la logistique créé en 2016 reprend ses fonctions.

## Composition et organisation
La force logistique terrestre était divisée en deux brigades et un état-major :
- la 1re Brigade logistique dont l'état-major est stationné à Montlhéry
- la 2e Brigade logistique dont l'état-major est stationné à Souge
- le commandement de la force stationné à Montlhéry

En 2007 sa composition était la suivante:

### 1rebrigadelogistiquedeMontlhéry
- 121e Régiment du Train (121e RT) de Linas-Montlhéry
- 511e Régiment du Train (511e RT) d'Auxonne
- 516e Régiment du Train (516e RT) de Toul
- 1er Régiment du Matériel (1er RMAT) de Metz
- 2e Régiment du Matériel (2e RMAT) de Bruz
- 6e Régiment du Matériel (6e RMAT) de Phalsbourg

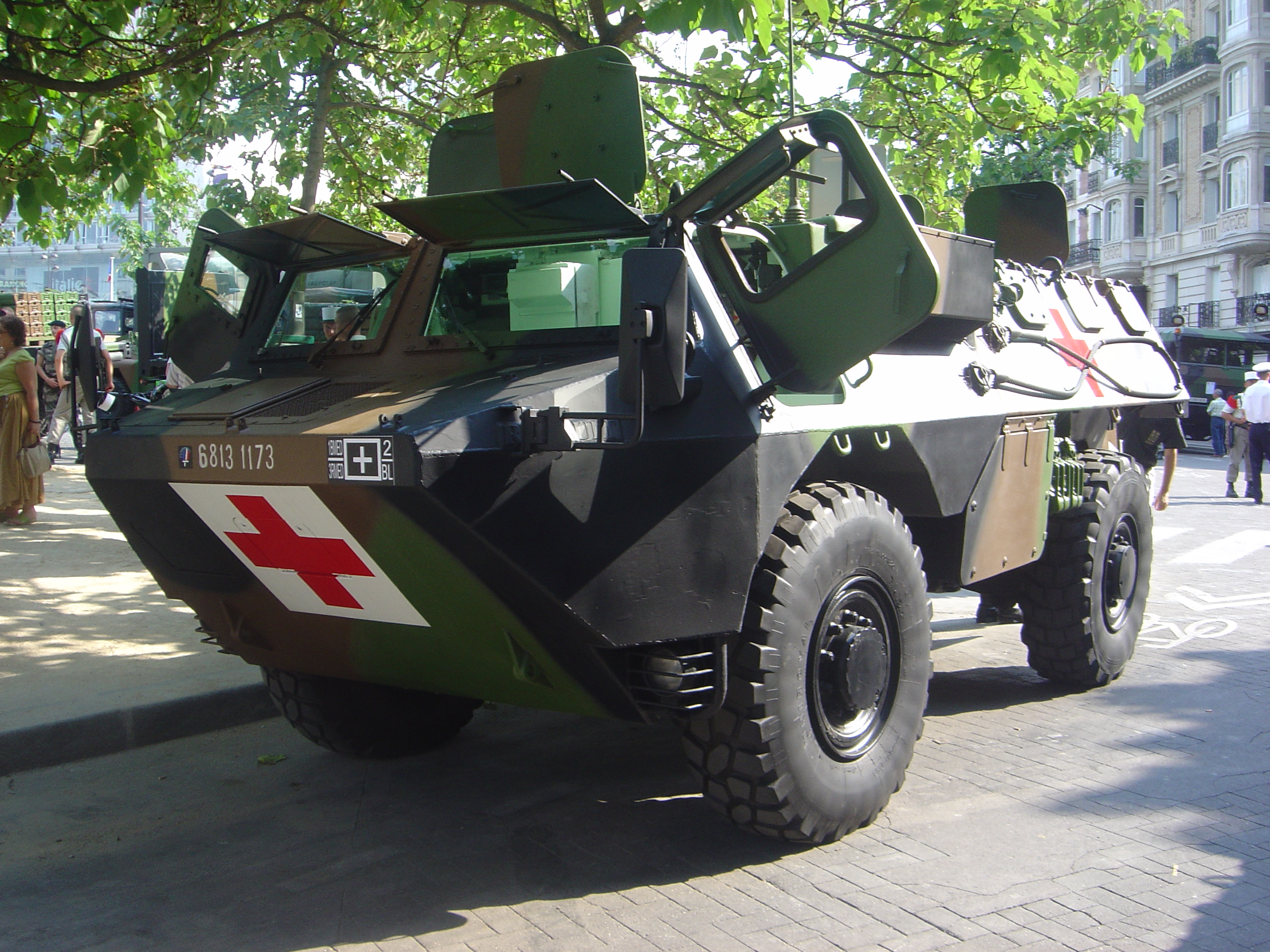
VAB médical

- 8e Régiment du Matériel (8e RMAT) de Mourmelon-le-Grand
- 1er Groupement logistique du commissariat de l'Armée de terre
- 2e Groupement logistique du commissariat à l'Armée de terre
- 5e Groupement logistique du commissariat de l'Armée de terre
- 1er régiment médical de Châtel-Saint-Germain
- 601e Régiment de Circulation Routière (601e RCR)  d'Arras

### 2ebrigadelogistiquedeSouge
- 503e régiment du Train (503e RT) de Martignas-sur-Jalle
- 515e régiment du Train (515e RT) de Brie (Charente)
- 517e régiment du Train (517e RT) de La Martinerie
- 3e régiment du Matériel (3e RMAT)
- 4e régiment du Matériel (4e RMAT)
- 7e régiment du Matériel (7e RMAT)
- 9e bataillon du Matériel (9e BMAT)de Poitiers
- 5e bataillon du Matériel (5e BMAT) de Draguignan
- 3e Groupement logistique de l'Armée de terre (3e GLCAT)
- 4e Groupement logistique de l'Armée de terre (4e GLCAT)
- 3e régiment médical (3e RMED)